# مارکس اند اسپنسر

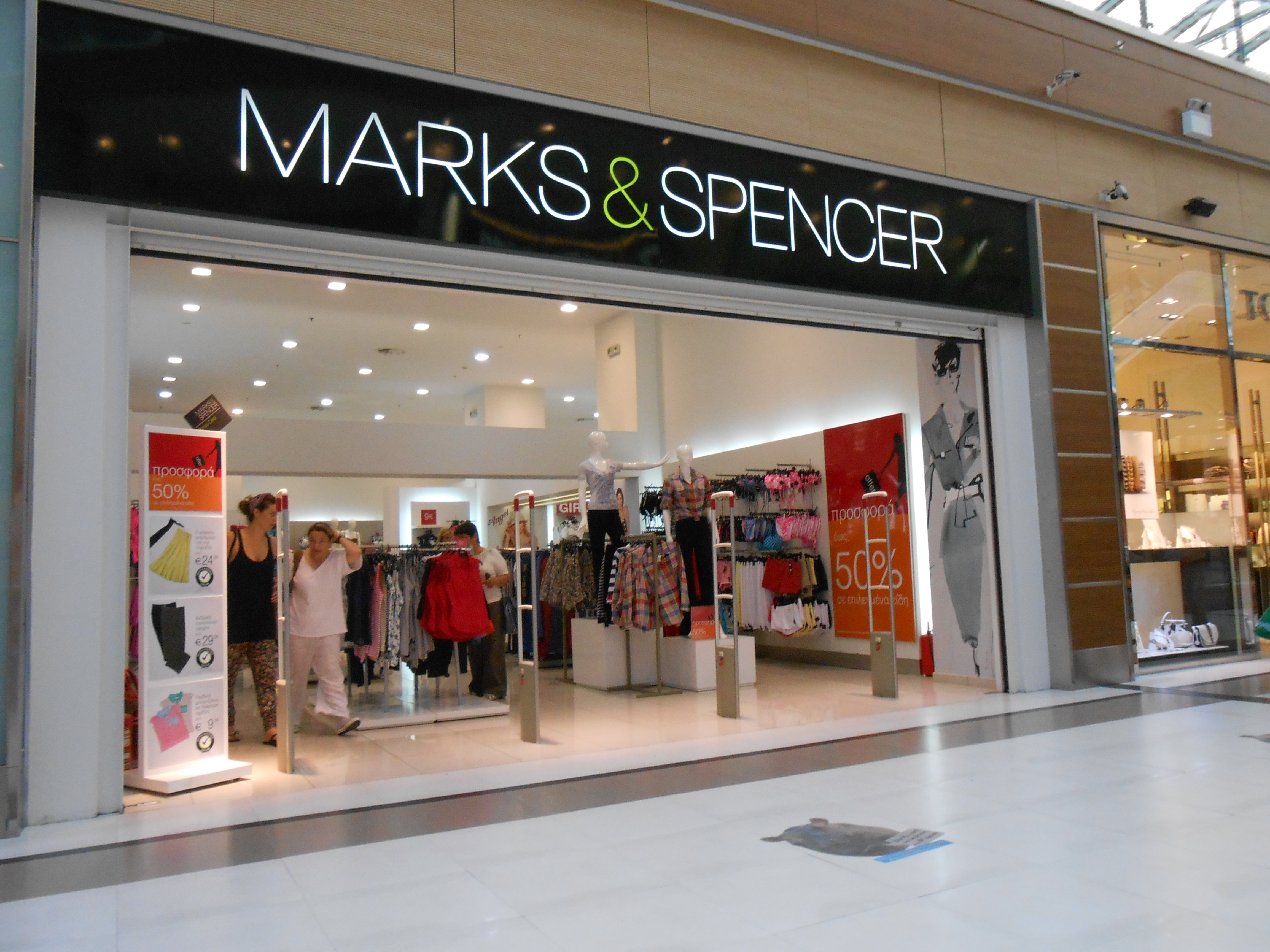
شعبه‌ای از مارکس اند اسپنسر در شهر آتن

مارکس اند اسپنسر (به انگلیسی: Marks & Spencer) شرکت خرده‌فروشی بریتانیایی و چندملیتی است، که با در اختیار داشتن ۱٫۰۱۰ شعبه فروشگاه‌های پوشاک، مواد غذایی و کالاهای لوکس در بریتانیا و ۴۰ کشور جهان فعالیت می‌کند.
شرکت مارکس اند اسپنسر در سال ۱۸۸۴ توسط سر مایکل مارکس و توماس اسپنسر در شهر لیدز تأسیس شد. بزرگترین رقبای شرکت ام‌انداس در بریتانیا، شرکت‌های سینزبوریس و تسکو می‌باشد. دفتر مرکزی این شرکت در شهر وست‌مینستر، لندن، بریتانیا قرار دارد و بخشی از سهام آن در بازار بورس لندن معامله می‌شود.